# Sunnigen Stöck
Die Sunnigen Stöck sind ein Gebirgskamm im Kanton Uri in der Schweiz. Seine Gipfel erreichen Höhen zwischen 2100 und 2713 m ü. M.
Die Sunnigen Stöck liegen zwischen dem Erstfeldertal im Süden und dem Hochtal Waldnacht im Norden. Nach Osten hin werden sie vom Urner Reusstal begrenzt. 
Die östlichsten Gipfel, Spitzen Horen (2110 m) und Hoch Geissberg (2395 m), stehen direkt über dem Reusstal, während die weiter westlichen Gipfel Fläugenfadhorn (2710 m) und Älplistock (2713 m) nur durch die Älplilücke mit 2'531 Metern wenig markant vom höheren Vorder Schloss abgesetzt sind. Dazwischen liegt auf dem langen Grat noch der Rund Stock (2459 m). Darüber hinaus gibt es mehrere weitere namenlose Graterhebungen.
Erwähnenswerte Übergänge im Grat sind die Follenfurggi (2445 m) und die Bänderfurggi (2389 m).